# Sunflower 200
Le Sunflower 200 est une munition rôdeuse chinoise qui est une copie du drone iranien Shahed 136. Il a été exposé au salon IDEX d'Abu Dhabi en février 2023 et lors du forum Army 2023 à Moscou en aout 2023. Il serait en phase finale de développement avant la mise en production.

## Caractéristiques
Le drone présenté par Poly Defense, du groupe Poly Technologies, est une copie presque exacte du drone iranien. La seule différence réside dans la masse au lancement, qui pour le drone chinois est de 175 kg, tandis que celle du drone iranien est plus importante à 245 kg. Cette différence de masse pourrait s’expliquer par l’utilisation de matériaux composites plus récents par l'Industrie de l'armement de la République populaire de Chine qui a depuis longtemps acquis une spécialisation dans ce domaine.
Les autres paramètres sont très similaires : ogive de 40 kg, une portée de vol de 1 500 km à 2 000 km, une vitesse de 160 à 220 km/h, ainsi qu’une autonomie de 12 h. La longueur du drone est de 3,2 m, l'envergure de 2,5 m. Le lancement se fait exactement de la même manière grâce à une plateforme de lancement sur rail qui permet ainsi au moteur électrique de lancer l'hélice propulsive suivi d'un « booster » fusée, qui se détache après le décollage.
Comme le Shahed, le Sunflower 200 n’a pas de caméra. Donc, il est conçu pour s’attaquer à des cibles immobiles dans la profondeur du territoire ennemi.
Certaines informations indiquent que le drone a été fabriqué par une entreprise entièrement privée, et non par une entreprise d’État, ce qui lui permettrait d’échapper à certaines sanctions à l’exportation.
Si la conception de ce drone ne représente rien de particulier niveau technique, elle montre quand même un certain degré de coopération technico-militaire entre la Chine, l’Iran, et potentiellement la Russie ; mais aucune déclaration officielle n’a été faite dans ce sens.